# Протести на Тјенанмену 1989.
Протести на Тјенанмену уобичајено познати као Четвртојунски инцидент у кинеском језику, биле су народне демонстрације предвођене студентима у Пекингу које су се одиграле у пролеће 1989. и задобиле широку подршку градских становника, откривајући дубоке подељености у кинеском државном руководству Комунистичке партије Кине. Протести су били силом угушени од конзервативног државног руководства који су наредили војсци да примени ванредно стање у државној престоници. Примена силе која је извршена од 3-4. јуна постала је позната као Масакр на Тјенанмену или Четвртојунски масакр, будући да су трупе са јуришним пушкама и тенковима нанеле хиљаде губитака ненаоружаним цивилима који су покушали да блокирају напредовање војске кроз трг Тјенанмен у срцу Пекинга, који су студенти демонстранти били окупирали на седам недеља. У извештају градске управе Пекинга је, 30. јуна 1989. године, саопштено да је "више десетина војника погинуло, 6.000 припадника снага реда рањено, више од 3.000 цивила рањено, а погинуло више од 200 цивила, међу којима 36 студената".
Опсег војне мобилизације и крвопролића које је резултовало били су преседан у пекиншкој историји, граду са богатом традицијом популарних протеста.
Осудивши протесте као „контрареволуционарну побуну“, кинеска комунистичка влада до данас забрањује да се о њима расправља у било ком облику или да се обележавају сећања на њих. Због недостатка података из Кине, многи аспекти догађаја остали су непознати или непотврђени. Процене броја умрлих су у рангу од неколико стотина до неколико хиљада.
Демонстранти су били изазвани у априлу 1989. смрћу некадашњег генералног секретара Комунистичке партије, Хуа Јаобанга, либералног реформисте, који је свргнут након што је изгубио у борби за превласт од конзервативаца око правца политичких и економских реформи. Универзитетски студенти који су се кретали и окупили се на Тјенанмен тргу због жаљења за Хуом такође су изразили незадовољства око инфлације, ограничених изгледа за каријеру и корумпираности партијске елите. Тражено је да влада буде одговорна, слобода штампе, говора и враћање радничке контроле над индустријом. На врхунцу протеста, око милион људи је било окупљено на Тргу.
Влада је на почетку заузела помирљив став према демонстрантима. Штрајк глађу предвођен студентима обезбедио је подршку демонстрантима широм земље и протести су проширени на 400 градова до средине маја. Напослетку, кинески врховни вођа Денг Сјаопинг и други партијски извршиоци одлучили су се на примену силе. Партијске власти прогласиле су ванредно стање 20. маја, и покренули чак 300.000 војника у Пекинг.
Након примене силе, влада је спровела бројна хапшења демонстраната и њихових подржаваоца, сузбијени су остали протести широм Кине, протерани су страни новинари и спроведена је стриктна контрола покривања догађаја у домаћој штампи. Полиција и унутрашње безбедносне снаге су појачане. Званичници који су гледали са симпатијама на протесте били су деградирани или суспендовани. Џао Цијанг је свргнут у реконструкцији партијског руководства и њега је заменио Ђанг Цемин. Политичке реформе биле су у великој мери обустављене, а економске реформе нису настављене до јужне турнеје Денга Сјаопинга 1992.
Кинеска влада је, интернационално, оштро осуђена због примене силе против демонстраната. Владе западних држава наметнуле су економске санкције и ембарго на испоруку оружја.
Током 2011. Викиликс је објавио извештаје по којима кинески војници нису пуцали на демонстранте.